# Список серий унифицированных телевизоров СССР

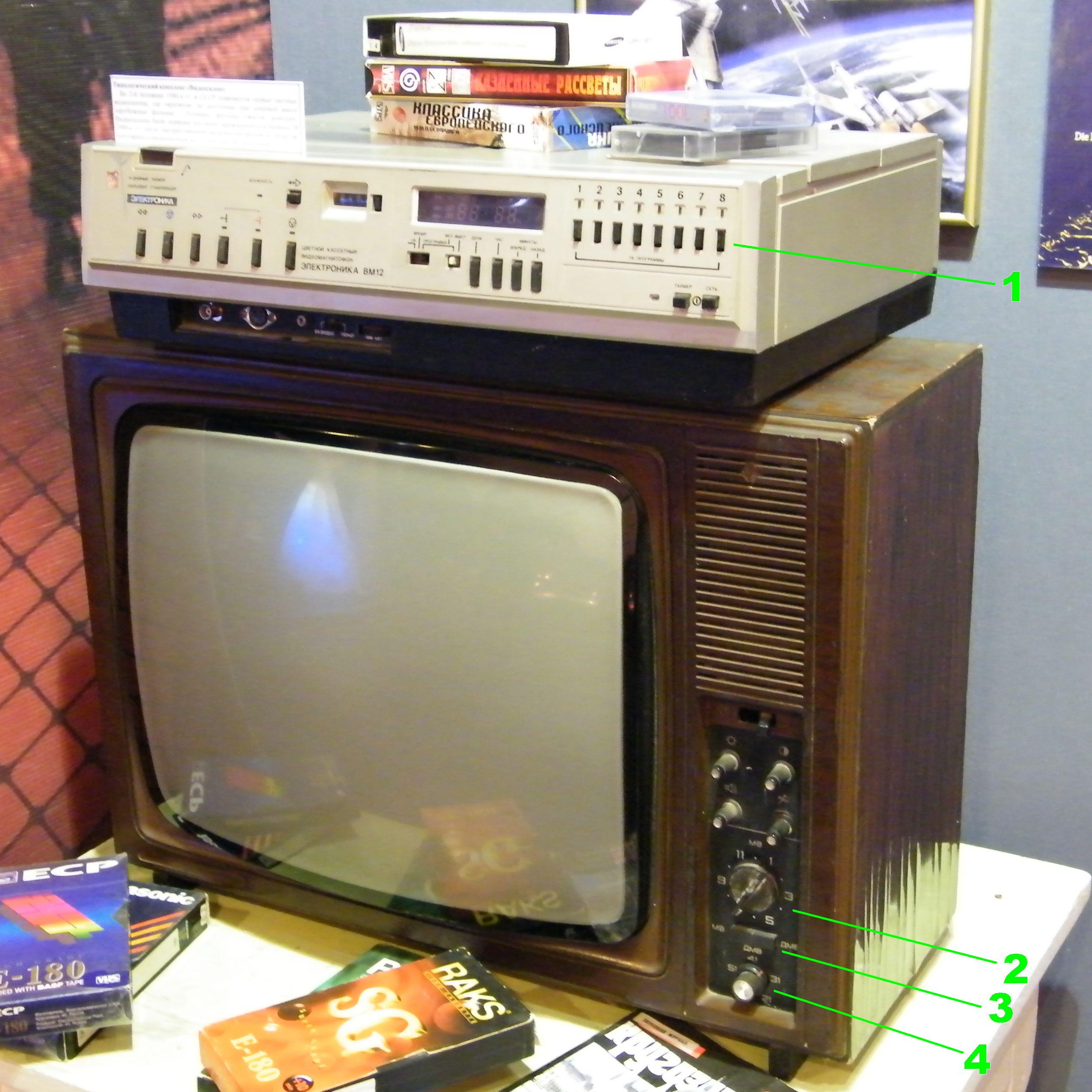
УЛПТ-50-III — один из самых популярных советских унифицированных черно-белых телевизоров

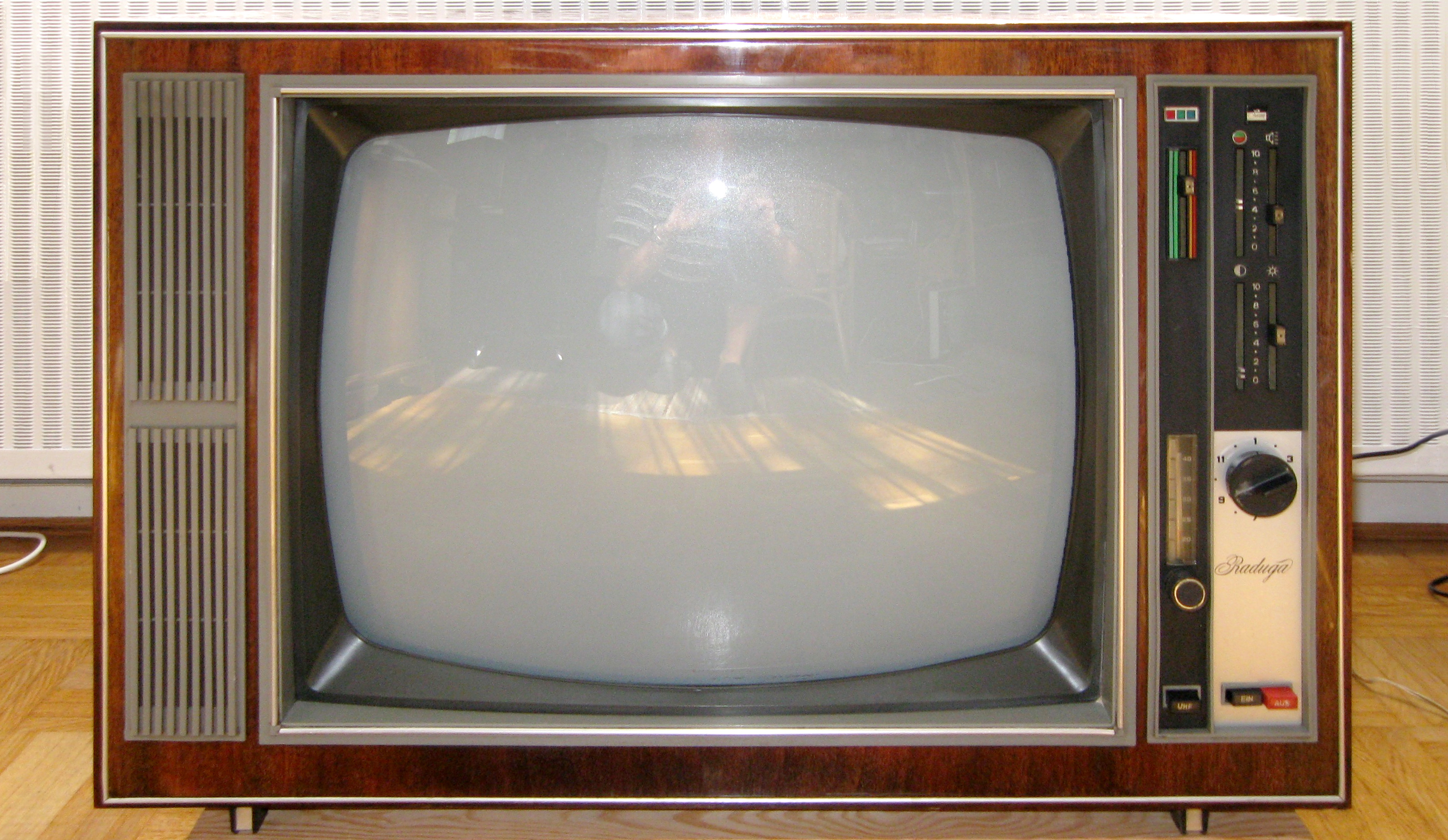
УЛПЦТ-59-II-2 «Радуга-706» — один из первых унифицированных цветных телевизоров

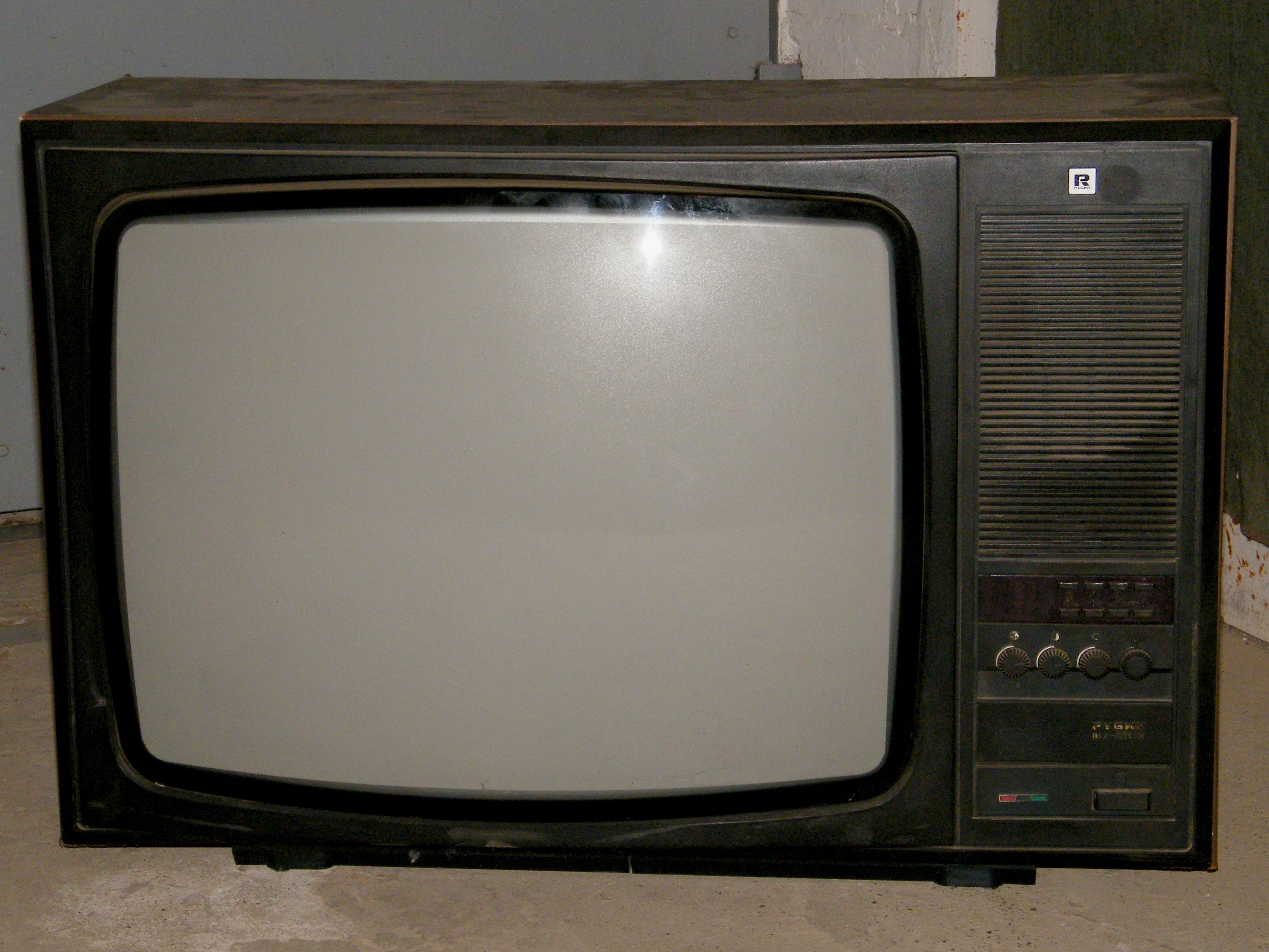
4УСЦТ-61-II - унифицированный телевизор позднего периода Перестройки

Здесь перечислены серии и некоторые модели унифицированных телевизоров, выпускавшихся промышленностью СССР. Унификация электронных узлов и элементов использовалась в СССР с начала 1960-х годов для объединения ресурсов конструкторских бюро (КБ) и внедрения комплексной автоматизации в массовом производстве радиоаппаратуры, что значительно снижало её себестоимость. По этой концепции несколько заводов выпускали телевизоры под своими названиями, со своим дизайном, но по одинаковым или близким схемам, что обеспечивало совместимость узлов унифицированного телевизора, выпущенного любым из заводов, с однотипным телевизором любого другого участвующего в программе завода.

## История
В 1949 году в СССР был выпущен массовый телевизор КВН-49, производство которого было развернуто на множестве заводов. Телевидение развивалось стремительными темпами и КВН-49 быстро устарел. Поэтому заводы начали впускать новые модели на его базе. Каждый завод шел своим путем в рамках доступного ассортимента радиоламп и кинескопов.

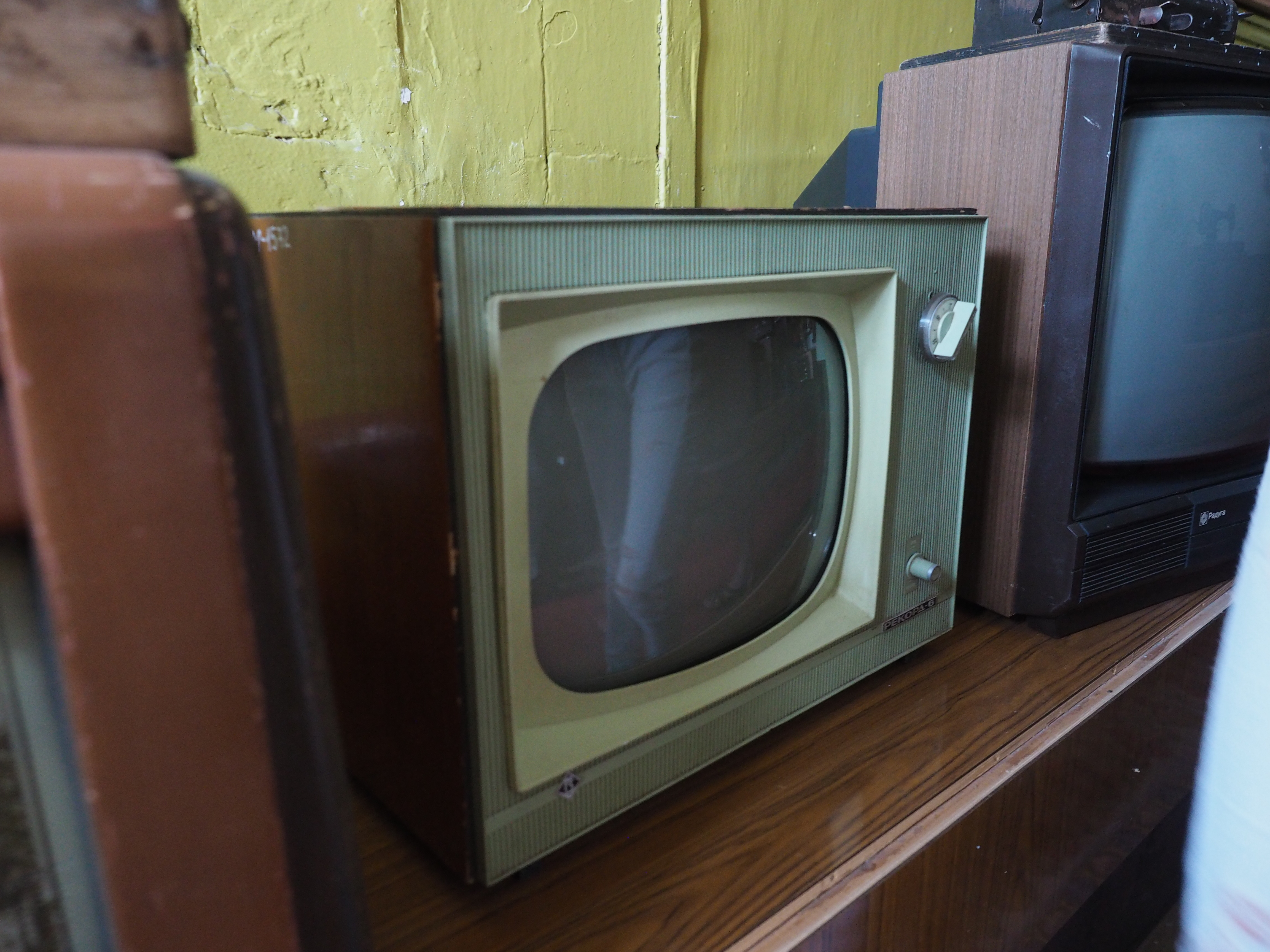
От первого до последнего: «Рекорд-6» — прототип УНТ-35. На заднем плане телевизор серии 5УСЦТ — один из последних унифицированных

К концу 1950-х годов в ставшем уже достаточно широком ассортименте телевизоров в СССР выделились явные лидеры. Это прежде всего Ленинградский завод им. Козицкого и его телевизоры «Нева», «Знамя-58», «Волна», «Дружба» (первый телевизор в СССР с кинескопом размером 59 см), Московский телевизионный завод «Рубин» с одноимённым телевизором высокого класса, Александровский радиозавод с недорогим телевизором «Рекорд». Одновременно в СССР шла смена поколений электронных компонентов: октальные радиолампы уступали место пальчиковым, электровакуумные диоды вытеснялись полупроводниковыми. Появились и первые транзисторы. Менялась и технология производства. Навесной монтаж уступал место печатному. Появилось принципиально новое поколение взрывобезопасных бандажированных стеклянных кинескопов, пришедших на смену опасным металлостеклянным.
В этих условиях МНИТИ (Московский научно-исследовательский телевизионный институт) разработал концепцию единой унифицированной платформы для телевизоров перспективных типов на новой элементной базе. Суть концепции заключалась в том, чтобы взять наиболее удачные решения, примененные в телевизорах «Нева», «Рубин» и «Рекорд», оформить их на новой элементной базе и печатных платах в виде унифицированных блоков.
Не секрет, что принципиальные схемы большинства узлов телевизоров, работающих в одном стандарте, будут одинаковы, независимо от типа кинескопа и внешнего оформления, так, требования, предъявляемые к ним, зависят только от стандарта телевизионного вещания и поколения элементной базы. К таким узлам относятся селектор каналов, усилитель промежуточной частоты изображения вместе с АРУ и селектором синхроимпульсов, видеодетектор и видеоусилитель, тракт звукового сопровождения, кадровая развертка. Принципиальные схемы строчной развертки также будут сходными. Различия будут обусловлены лишь мощностью, развиваемой оконечными каскадами, которая прямо пропорциональна углу отклонения луча в кинескопе и току луча.
Таким образом концепция унифицированного телевизора напрашивалась сама собой: все те узлы, схемотехника которых целиком определяется стандартом вещания и элементной базой, сделать одинаковыми для всех серийных телевизоров и собирать их на типовых печатных платах; а вот узлы, которые зависят от типа кинескопа (оконечные каскады строчной развертки и блок питания) и внешнего оформления (блок управления) будут определяться заводом-изготовителем телевизора. Применив такой подход, стало возможным наладить массовый выпуск специальных радиоламп (а позже — микросхем), сократить номенклатуру запасных частей, а также внедрить в практику ремонта телевизоров метод замены узлов без перевозки аппарата в мастерскую.
Концепция унифицированного телевизора в СССР быстро развивалась, а унифицированные модули непрерывно совершенствовались. С появлением цветных телевизоров унификация была применена и в них.
Благодаря этой концепции телевизор — достаточно сложный по меркам 1960—1980-х годов аппарат — стал доступен практически каждой советской семье, поскольку унификация и модульность позволили наладить массовый выпуск телевизоров и существенно снизить их цену. Если неунифицированный черно-белый телевизор III класса в начале 1960-х годов стоил 350—500 рублей, то с началом массового выпуска унифицированных моделей телевизор УНТ-35 аналогичного класса стал стоить 280 рублей, а его последующее поколение - 3УЛПТ-50-III ("Рекорд-В312") на кинескопе с диагональю 50 см и с углом отклонения луча 110° в конце 70х стоил уже 140 рублей. Неунифицированные цветные телевизоры в начале 1970-х годов стоили примерно 1200 рублей, а с переходом на унифицированные модели цена снизилась до 650 рублей. Унификация и модульность существенно упростили ремонт телевизоров и снабжение запчастями.
Блочно-модульной или кассетно-модульной конструкцией в телевидении называется подход, при котором схема телевизора разбивается на функциональные узлы — модули, выполненные на отдельных платах, соединяемых разъёмами (реже — пайкой либо комбинированным способом). Такой телевизор может содержать кроссплаты, являющиеся своего рода «материнскими платами» для менее крупных узлов — модулей.
Унификация и блочно-модульная конструкция могут применяться в телевизорах как по отдельности (унифицированный, но не блочно-модульный, либо наоборот), так и вместе. Блочно-модульный принцип проектирования позволял наращивать функциональность телевизионных приёмников, заменяя устаревшие модули более современными без кардинальной переработки общей схемы.
Блочно-модульная конструкция применялась и в зарубежных телевизорах, но без унификации: узлы от блочно-модульных телевизоров одних производителей не подходят к другим. Унификация применялась за рубежом ещё раньше, но в отношении не телевизоров, а радиоприёмников (германские Volksempfänger, британские Utility Radio, американские All American Five) — множество предприятий выпускали их по одинаковым схемам и чертежам, но эти аппараты не имеют блочно-модульной конструкции. Из аппаратуры, выпускавшейся в то время в СССР, хорошим примером унифицированного, но не блочно-модульного аппарата является малогабаритный ламповый радиоприёмник «Москвич-В», экземпляры которого, выпущенные разными заводами, отличаются друг от друга только материалом корпуса (дерево, пластмасса), его цветом, а также цветом решётки громкоговорителя и дизайном шкалы.
Совместное использование блочно-модульной конструкции и унификации, помимо телевизоров, применялась и при проектировании другой бытовой радиоаппаратуры, в частности, радиол. Каждый унифицированный телевизор содержит узлы двух видов: подлежащие унификации и не подлежащие таковой. Первые имеют одинаковую конструкцию вне зависимости от производителя, конструкция же вторых выбирается каждым из производителей самостоятельно. В советских унифицированных телевизорах неунифицированным узлом является лишь блок управления, поскольку от его конструкции зависит дизайн телевизора.

## Общие технические особенности
Во всех сериях унифицированных телевизоров широко использовался печатный монтаж. Навесным монтажом выполнялись только селектор каналов, блок управления, выходные цепи строчной развёртки, источник питания, цепи кинескопа. При этом количество узлов, выполненных навесным монтажом, от серии к серии сокращалось. В УЛПЦТ на печатный монтаж были переведены селекторы каналов, в УПИМЦТ — строчная развёртка и цепи кинескопа (появилась плата кинескопа). В УСЦТ навесной монтаж перестал использоваться вовсе: все узлы, включая блок питания, выполнены на печатных платах.
В ламповых и лампово-полупроводниковых моделях использовались пальчиковые лампы. Лампы с октальным цоколем, кроме 6П13С в первых УНТ-35, не применялись. Даже оконечные лампы строчной развёртки имели цоколь MAGNOVAL, аналогичный пальчиковым лампам, но увеличенного размера. Для унифицированных телевизоров были разработаны и освоены в массовом производстве специальные лампы, работающие при низких анодных напряжениях. Это двойные триоды 6Н14П и 6Н23П, высокочастотные пентоды 6Ж1П, 6Ж5П, 6Ж38П, 6Ж52П, 6К13П (с удлинённой характеристикой для использования в системе АРУ), комбинированные лампы (триод-пентод) 6Ф4П, 6Ф5П, 6Ф12П, низкочастотные выходные пентоды 6П15П, 6П43П, 6Р4П (двойной), выходные лучевые тетроды для строчной развёртки 6П36С, 6П42С, 6П44С и 6П45С, демпферные диоды 6Ц10П, 6Д14П, 6Д20П, высоковольтные кенотроны 1Ц11П и 1Ц21П. Впоследствии, для телевизоров УПИМЦТ были  созданы специальные тиристоры серии КУ221, с малым временем восстановления.
В унифицированных телевизорах, начиная с самых первых моделей, широко использовались полупроводниковые диоды. Вакуумные диоды применялись только в строчной развёртке, где их применение тоже сокращалось. Так, в УЛПТ, начиная с модели 209, высоковольтный кенотрон заменён селеновым столбом, в УЛПЦТ-59/61-II-10/11 вакуумный демпферный диод заменён полупроводниковой сборкой КД109. Таким образом, уже в последних лампово-полупроводниковых моделях вакуумных диодов не осталось. В унифицированной серии применялись только взрывобезопасные (кроме ранних моделей УНТ-35) цельностеклянные кинескопы с алюминированным экраном, электростатической фокусировкой без ионной ловушки.
Стационарные телевизоры собирались в корпусах из деревокомпозитов. Ранние модели имели корпус из клееных деревянных панелей, облицованных строганой фанерой. С освоением в СССР выпуска древесно-стружечных плит из них начали делать корпуса телевизоров. Передняя панель могла выполняться полностью из фанеры (например, «Темп-9»), из фанеры с пластиковыми накладками (например, «Рубин-205») или целиком из пластика (например, «Рассвет-306»).
Телевизоры УНТ были освоены практически всеми телевизионными заводами СССР, а многие из них начали свою деятельность именно с выпуска серии УНТ. Ленинградский завод им. Козицкого унифицированные черно-белые телевизоры не выпускал, а сосредоточил силы на разработке цветных телевизоров. Московский телевизионный завод «Рубин» был ведущим по программе унифицированных телевизоров, но сам представил сравнительно небольшое число моделей унифицированных черно-белых телевизоров. К середине 1970-х годов заводы вновь вернулись к разработке новых унифицированных телевизоров нового поколения. «Рубин» разрабатывал УПИМЦТ, Минский «Горизонт» — 2УСЦТ, Львовский «Электрон» — 3УСЦТ, а Александровский «Рекорд» — черно-белые УСТ. Каунасский радиозавод и Московский радиотехнический завод сосредоточили свои силы на переносных телевизорах.

## УНТ

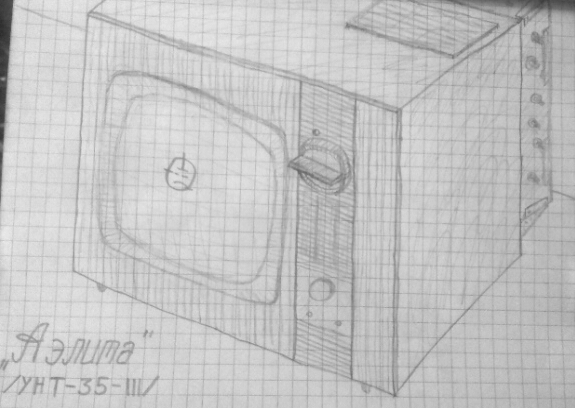

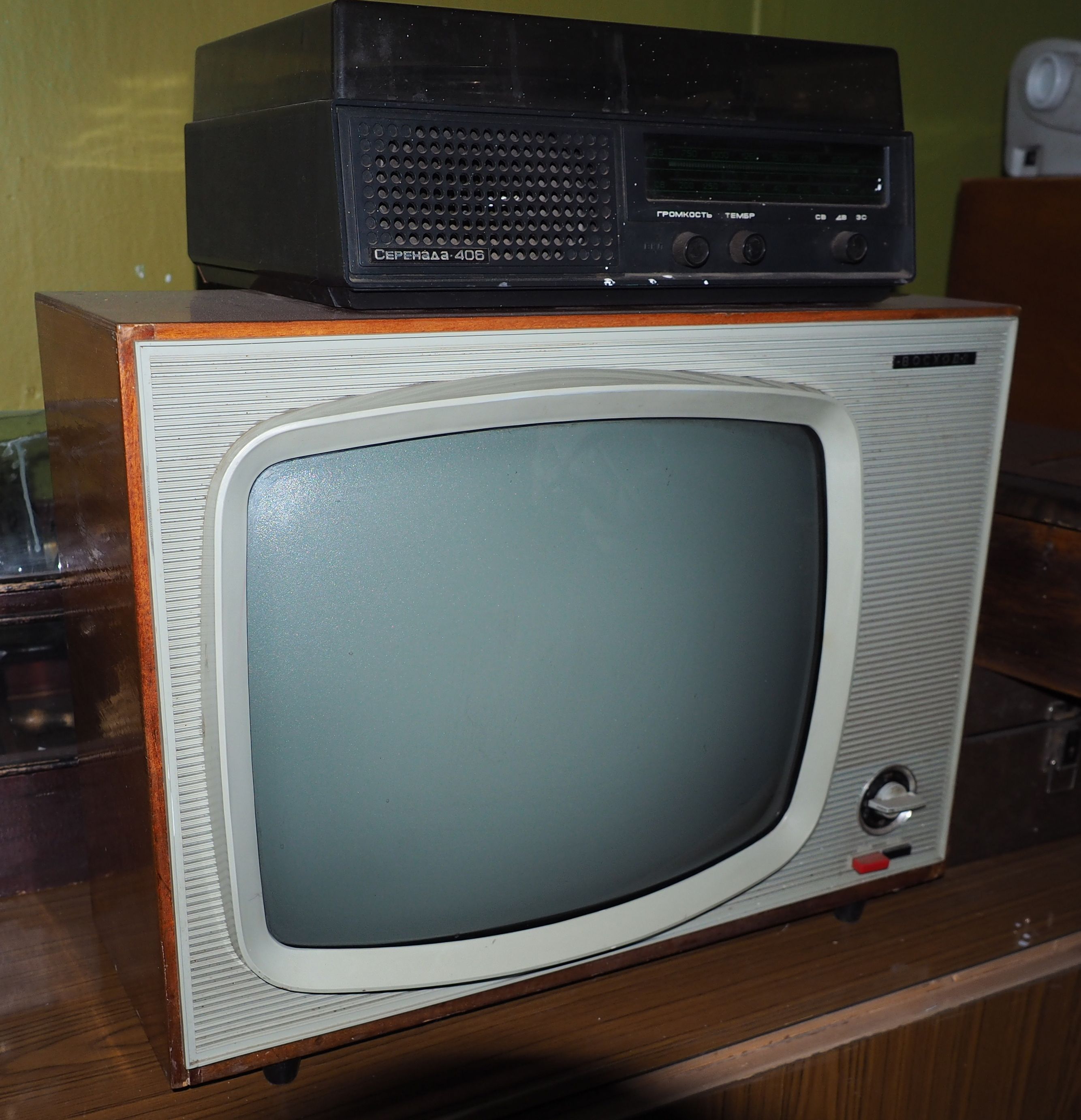
«Восход-2» — представитель УНТ-47-II

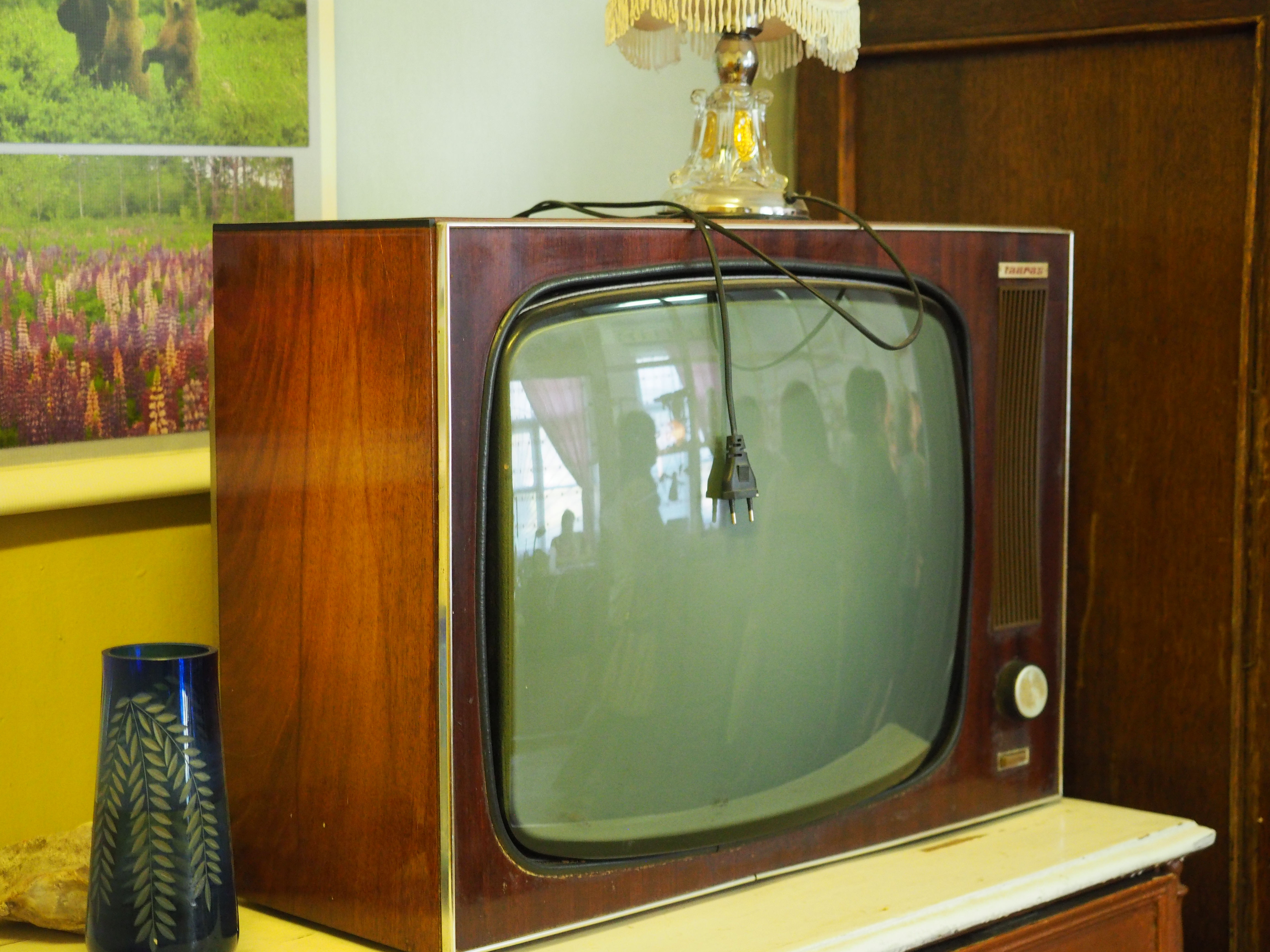
«Таурас» — один из первых УНТ-59-II

Унифицированный Настольный Телевизор
Ламповые чёрно-белые телевизоры. Первые унифицированные модели. Официально выпуск серии с присвоением обозначения УНТ начат в 1963 году (телевизор «Воронеж-6», он же «Рекорд-6»). С 1964 года различными заводами выпускались серии УНТ-35, УЛТ-47, УНТ-47 и УНТ-59 (цифры обозначают размер экрана по диагонали в сантиметрах). Телевизоры УНТ-35 имели кинескоп (вначале взрывоопасный 35ЛК2Б, позже — взрывобезопасный 35ЛК6Б) с углом отклонения луча 70 градусов, а УНТ-47 и УНТ-59 — взрывобезопасный кинескоп с углом отклонения 110 градусов. Эти телевизоры были частично собраны печатным монтажом (УПЧ, канал звука, кадровая развёртка), а частично — навесным (ПТК, блок питания, строчная развёртка). Телевизоры УНТ-35 имели 14 ламп, телевизоры УЛТ-47 — 15 ламп, а телевизоры УНТ-47/59 — 17 ламп. В телевизорах УНТ-47/59 была применена автоматическая подстройка частоты гетеродина.
- «Рекорд-6» — пример УНТ-35
- «Рекорд-68» — пример УЛТ-47
- «Горизонт» — пример УНТ-47 и УНТ-59

Телевизоры УНТ-35 и УЛТ-47 относятся к третьему классу, УНТ-47 и УНТ-59 — ко второму. В последних предусмотрено подключение пульта дистанционного управления громкостью и яркостью, приставки двухречевого сопровождения (ПДС).

## УЛТ
Унифицированный Ламповый Телевизор
Ламповые чёрно-белые телевизоры, переходная модель от УНТ к УЛПТ. В них применялись кинескопы с размером по диагонали 40, 50 и 61 см с улучшенными светотехническими характеристиками и спрямленными углами и новые (на тот момент) типы электронных ламп (6Ф5П, 6Д20С, 2Ц21П). При этом по схемотехнике телевизоры повторяли серию УНТ. Новые кинескопы по электрическим параметрам были взаимозаменяемы со старыми и использовались на ремонтных предприятиях для модернизации старых телевизоров УНТ.
- «Рекорд-304» — пример УЛТ-50
- «Рубин-205» — пример УЛТ-61

## УЛП(П)Т
Унифицированный Лампово-Полупроводниковый Телевизор
В отличие от УЛТ, часть усилительных, генераторных и вспомогательных каскадов этих телевизоров выполнена на транзисторах. Шасси телевизионного приёмника этого типа разбито на узлы, выполненные частично на платах из фольгированного гетинакса, а частично — навесным монтажом. Платы соединены между собой перемычками из жёсткого неизолированного провода, а с остальными узлами — многожильными проводниками в цветной изоляции.

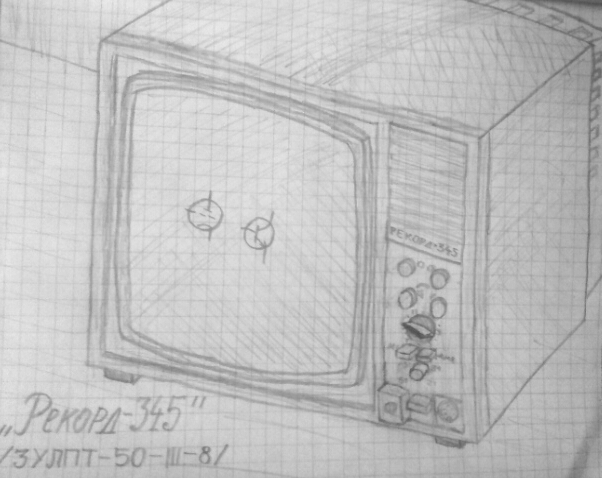

Наиболее массовая модель серии УЛПТ — 3УЛПТ-50-III (третьего класса). Она оказалась настолько удачной, что выпускалась под разными наименованиями до 1991 года, а продавалась до 1992, параллельно с полностью полупроводниковыми моделями, когда подавляющее большинство остальных моделей телевизоров, содержащих лампы, было снято с производства. Благодаря этому факту, до наших дней дожило довольно большое количество отлично сохранившихся экземпляров телевизора 3УЛПТ-50-III, в том числе ни разу не ремонтировавшихся (с гарантийной пломбой), особенно марки «Рекорд» (в частности, модели 345).
Транзисторы в телевизорах 3УЛПТ-50-III применяются в селекторе каналов ДМВ типа СК-Д-1 при его наличии (2 транзистора), в УПЧЗ (3 транзистора). Поздние модели телевизоров этого типа (например, упомянутая выше модель, 345, а также 346) выпускались укомплектованными селекторами каналов МВ типа СК-М-15 (с ещё двумя транзисторами в селекторе и одним на миниатюрной плате согласования уровня АРУ) вместо ПТК-11Д.

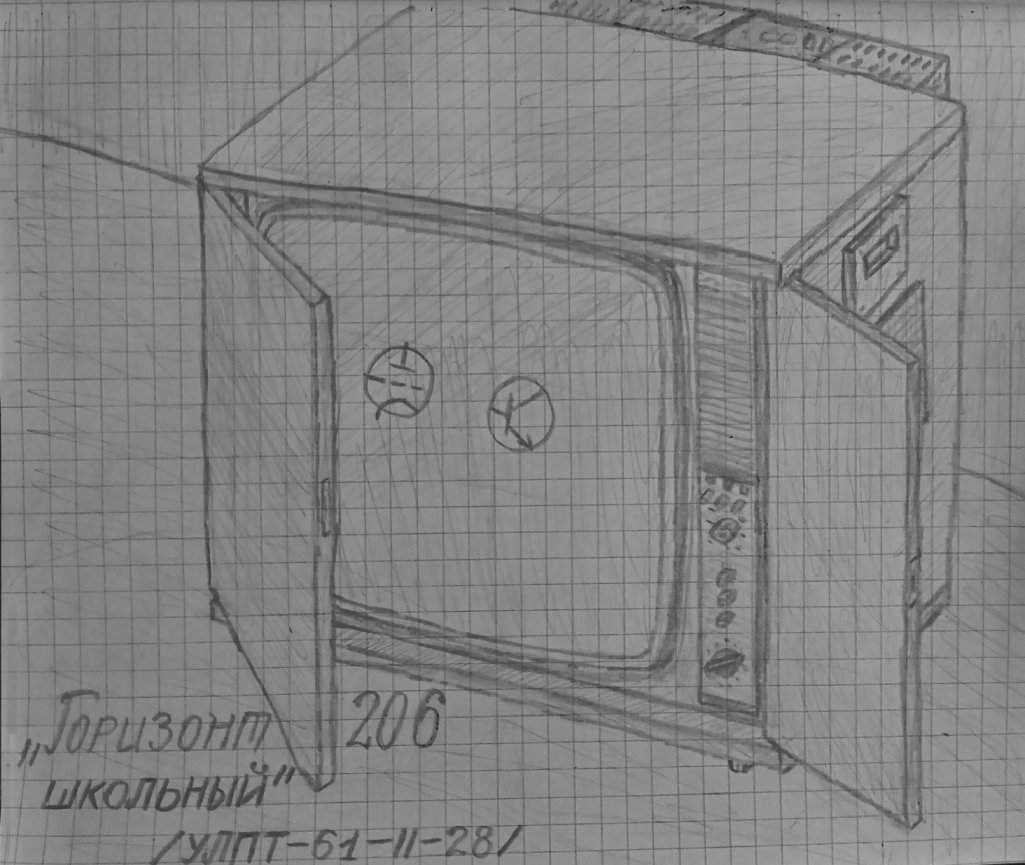

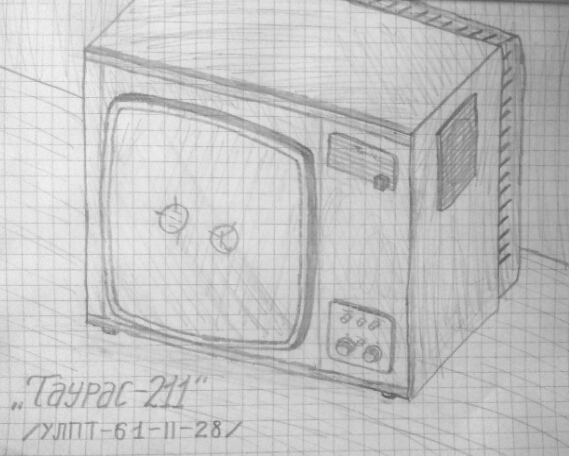

В телевизионных приёмниках УЛПТ второго класса (УЛПТ-61-II) дополнительные транзисторы применены в схеме АПЧГ, в поздних моделях — в каскодном каскаде УПЧИ. Также в них нашли применение газоразрядные приборы, которых в моделях третьего класса нет: тиратрон с холодным катодом ТХ4Б (в задающем генераторе кадровой развёртки, в поздних моделях этот генератор с целью повышения надёжности заменён на ламповый) и стабилитроны СГ206Б. По причине применения 61-сантиметрового кинескопа такие телевизоры потребляют большую мощность — порядка 180 Вт. В поздних моделях таких телевизоров (например, 211) вместо селекторов ПТК-11Д также применёны СК-М-15, работающие совместно с платами согласования уровня АРУ. У некоторых производителей телевизионные приёмники с бо́льшими номерами моделей (например, 219) оборудованы селекторами ПТК-11Д. В телевизорах УЛПТ второго класса предусмотрено подключение проводного пульта дистанционного управления громкостью и яркостью.

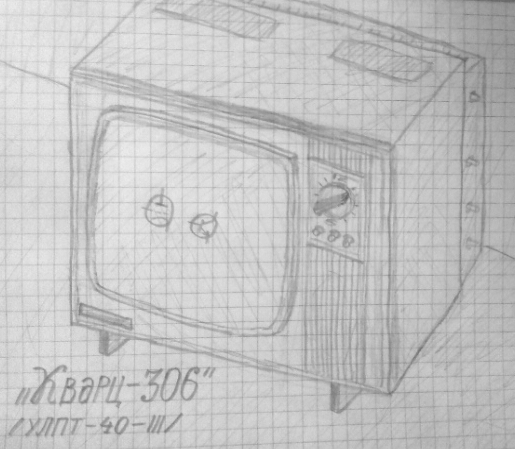

Известны также недорогие (около 140 рублей) малогабаритные (но не переносные) телевизионные приёмники УЛПТ-40-III (моделей 306, 307), отличающиеся от 3УЛПТ-50-III применением кинескопов с меньшей диагональю (40 вместо 50 см), а также иной компоновкой шасси с более компактным расположением плат друг относительно друга. Такой телевизор, аналогично 3УЛПТ-50-III, относится к третьему классу, но потребляет меньшую мощность — порядка 140 Вт. В телевизоре модели 306 не предусмотрено место для установки дециметрового селектора каналов СК-Д-1, поэтому для его установки придётся испортить внешний вид передней панели или боковой стенки корпуса. Можно также воспользоваться приставкой-конвертером серии П-СК-Д. В телевизоре модели 307 предусмотрена возможность установки переключателя диапазонов, дециметрового селектора каналов с электронной настройкой типа СК-Д-22, стабилизатора напряжения для управления варикапами его входного и гетеродинного контуров, устройства согласования напряжения АРУ, а также переменного сопротивления для настройки этого селектора. Селектор каналов метровых волн в обеих моделях — ПТК-11Д.
С серией УЛПТ не следует путать неунифицированные модели лампово-полупроводниковых телевизоров, в частности, «Вечер» и «Вальс», обладающие большей степенью транзисторизации, чем УЛПТ, и меньшей потребляемой мощностью (обычно 120 Вт).

## УЛПЦТ(И)
Унифицированный Лампово-Полупроводниковый Цветной Телевизор (с применением Интегральных микросхем).

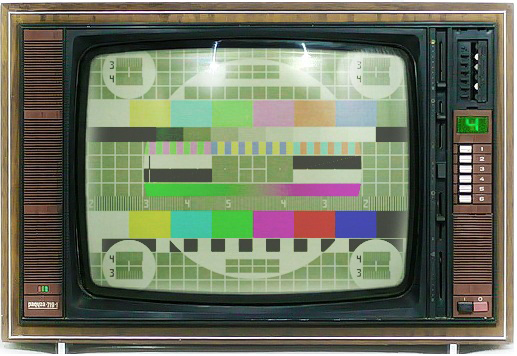
«Радуга-719» типа УЛПЦТИ-61-II-12 уже имел в своем составе микросхемы вместе с радиолампами

Телевизоры этой серии выпускались с 1972 по 1989 год. Они состоят из следующих блоков: питания (БП), управления (БУ), радиоканала (БРК), цветности (БЦ), кадровой и строчной развёртки (БР), сведения лучей кинескопа (БС) и коллектора (БК), не имеющего в своём составе активных элементов, а служащего для электрического соединения остальных блоков между собой. Плата кинескопа входит в состав блока развёрток.
В телевизорах УЛПЦТ применяются как лампы, так и полупроводниковые приборы. Телевизоры содержат полностью полупроводниковые блоки питания, управления (включая селекторы каналов) и узел кадровой развёртки в БР. Блок радиоканала содержит одну лампу в оконечном каскаде УНЧ, остальные его узлы — полупроводниковые. Блок строчной развёртки — полностью ламповый, а в блоке цветности применяются и лампы, и полупроводниковые приборы. В некоторых телевизорах серии УЛПЦТИ в блоке цветности также применяются интегральные микросхемы серии К224; такой блок носит название БЦИ. Плата кинескопа не содержит активных компонентов. В телевизорах применяются кинескопы 59ЛК3Ц, 61ЛК3Ц и 61ЛК4Ц с «треугольной» маской.
В телевизорах УЛПЦТ(И) применяются блоки строчной развёртки двух типов. В ранних моделях, содержащих 10 ламп, применяются блоки развёрток БР-1, содержащие высоковольтный кенотрон 3Ц22С, ламповый демпферный диод 6Д22С и стабилизирующий триод ГП-5. В блоке строчной развёртки второго типа (БР-2) применён более современный строчный трансформатор с меньшим напряжением вторичной обмотки, кремниевый столб КЦ109А в качестве демпферного диода, а для выпрямления анодного напряжения с одновременным его повышением используется умножитель УН-8,5/25-1,2. Телевизоры, в которых используются блоки развёртки второго типа, содержат 7 ламп.
Изначально в телевизорах этих типов планировалось применение лампового селектора каналов ПТК-11. Но к моменту освоения первых серийных моделей («Радуга-703») на Каунасском радиозаводе был начат серийный выпуск транзисторных селекторов каналов МВ СК-М-15 с механической барабанной настройкой, которые и стали применяться в указанной серии наравне с блоком ДМВ СК-Д-1 с механической плавной настройкой. В более поздних моделях применяется транзисторный всеволновый селектор каналов СК-В-1 с электронной настройкой, расположенный в блоке радиоканала (БРК-3), а в блоке управления расположено устройство сенсорного выбора программ серии СВП-3 (на транзисторах), а в некоторых моделях — серии СВП-4 (на микросхемах серии К155), которое впоследствии стало использоваться в телевизорах УПИМЦТ.
Телевизоры серии УЛПЦТ(И) имеют гнездо для подключения внешнего источника видеосигнала по низкой частоте, однако использование этого гнезда невозможно без перестановки перемычки в блоке радиоканала. Удобно установить вместо неё переключатель, выведенный на заднюю стенку. Подключение внешнего источника аудиосигнала по низкой частоте без доработки телевизора возможно через гнездо для подключения магнитофона на запись, при этом оно будет использоваться не по назначению — в качестве не выхода, а входа.
Телевизоры УЛПЦТ(И) отличаются повышенной пожароопасностью из-за неудачно выбранных режимов работы некоторых элементов. В 1978 году была несколько изменена компоновка блока развёрток БР-2: наиболее теплонагруженные, но малогабаритные элементы (такие, как трансформатор коррекции растра) были перенесены с общей печатной платы блока на отдельную плату небольших размеров. Эта дополнительная плата помещалась в стальной кожух с вентиляционными отверстиями и крепилась к металлическому каркасу (раме) блока. Кроме того, отказались от непосредственного впаивания выводов строчного трансформатора в печатную плату, перейдя на монтаж изолированным проводом. Эта мера была обусловлена невысокими электроизоляционными свойствами применявшегося для печатных плат фольгированного гетинакса. В радиолюбительской литературе давались и другие советы по значительному снижению пожароопасности телевизоров этой серии.
Номера моделей телевизоров серии УЛПЦТ(И) состояли из трёх цифр (или четырёх цифр — например «Радуга 719-1») и начинались с цифры 7. Ниже приведён перечень моделей телевизоров этой серии.
Телевизор модели «Свет-702», несмотря на похожее название, не входит в серию УЛПЦТ(И), и является полностью полупроводниковым неунифицированным аппаратом.

## УПИМЦТ
Унифицированный Полупроводниково-Интегральный Модульный Цветной Телевизор
Телевизоры этой серии выпускались с 1977 по 1989 год. В ней стали массово использоваться современные полупроводниковые приборы и микросхемы серий К174 для бытовой радиоэлектроники (в аналоговых узлах) и К155 (в цифровых узлах). Отличаются применением необычного для того времени технического решения — строчной развёртки на тиристорах в качестве ключевых элементов. В теории она должна обладать большим КПД, чем транзисторная, однако на практике оказалось, что это не так. Тем не менее, телевизоры этой серии оказались значительно более пожаробезопасными и надёжными, чем аппараты предыдущей серии УЛПЦТ(И), за счёт полного исключения электронных ламп, как мощных источников тепла. Потребляемая мощность телевизоров УПИМЦТ хоть и меньше аналогичного показателя телевизоров УЛПЦТ(И), но всё же слишком высока для полностью полупроводниковых моделей. Источник питания был выполнен на основе понижающего трансформатора на частоте питающей сети 50 герц. Это не позволило получить высокий КПД, как у импульсных высокочастотных преобразователей в серии УСЦТ.
Телевизоры состоят из следующих блоков: блока питания, блока управления, блока обработки сигналов, блоков кадровой и строчной развёртки, а также вспомогательного блока — платы кинескопа. Блок питания телевизоров трансформаторный, по конструкции аналогичный блоку питания телевизоров УЛПЦТ(И), однако выдающий другой ряд напряжений. В нём применён трансформатор меньшей мощности, чем в телевизорах УЛПЦТ(И). Блок обработки сигналов (БОС) представляет собой печатную плату, на которой располагаются модули серий УМ (Унифицированный Модуль) и М (Модуль). Модули этого блока по электрическим параметрам и цоколёвке частично совместимы с аналогичными по назначению модулями телевизоров Grundig того же поколения, а также применялись в цветных переносных телевизорах СССР того времени. В отличие от УЛПЦТ(И), телевизоры УПИМЦТ не имеют отдельного блока цветности — он является частью блока обработки сигналов. Модули, относящиеся к радиоканалу телевизора, имеют обозначения, начинающиеся с УМ1, относящиеся к каналу цветности — начинающиеся с УМ2 и М2. Блок кадровой развёртки выполнен на транзисторах и микросхемах, в блоке строчной развёртки в выходном каскаде применяются тиристоры. Плата кинескопа не содержит активных компонентов. В блоке управления применяются устройства сенсорного выбора программ серии СВП-4 на микросхемах серии К155 с индикацией на неоновых лампах (за исключением модели 201, в которой нашла применение система СВП-3).
Перечень модулей блока обработки сигналов телевизоров серии УПИМЦТ:
- УМ1-1 — усилитель промежуточной частоты изображения (УПЧИ);
- УМ1-2 — усилитель промежуточной частоты звука (УПЧЗ);
- УМ1-3 — усилитель мощности звуковой частоты (УМЗЧ);
- УМ1-4 — модуль автоматической подстройки частоты гетеродина (АПЧГ);
- УМ1-5 — модуль сопряжения с источниками аудио- и видеосигнала по низкой частоте (имеется не во всех телевизорах серии);
- УМ2-1-1 — модуль обработки сигналов цветности и опознавания;
- М2-5-1 — модуль задержанного сигнала;
- УМ2-2-1 — модуль детекторов сигналов цветности;
- УМ2-3-1 — модуль яркостного сигнала и матрицы;
- М2-4-1 — модуль выходного видеоусилителя.

Важным усовершенствованием в телевизорах УПИМЦТ является использование транзисторных видеоусилителей, усиливающих сигналы красного, зелёного и синего цветов с подачей их непосредственно на катоды кинескопа, в отличие от ламповых видеоусилителей телевизоров УЛПЦТ(И), усиливающих цветоразностные сигналы, сложение которых с превращением в сигналы красного, зелёного и синего цветов производится непосредственно в кинескопе путём подачи их на модуляторы, с подачей на катоды сигнала яркости. Это усовершенствование позволило снизить напряжение питания видеоусилителей и тем самым повысить их надёжность.
В телевизорах применяются кинескопы 61ЛК4Ц с «треугольной» маской, а также А67-270Х и 671QQ22 с планарной маской.
Одновременно с внедрением в производство серии УПИМЦТ была принята новая система нумерации моделей цветных телевизоров. Если в старой системе обозначение модели цветного телевизора начиналось со специально выделенной для цветных моделей цифры 7, то в новой первая цифра номера модели стала обозначать класс, как и в нумерации моделей чёрно-белых телевизоров. Для того, чтобы отличать номера моделей цветных телевизоров от чёрно-белых, перед номером было решено ставить букву Ц. Новая система нумерации не затронула модели телевизоров, разработанные до её принятия и продолжавшие выпускаться, она применялась лишь в отношении разрабатываемых моделей.
Все телевизоры УПИМЦТ принадлежат ко второму классу. В серию входят следующие модели:

### 201
Это первые модели, имевшие множество технических проблем, часть из которых, например тиристорная строчная развёртка, не были устранены до самого прекращения выпуска УПИМЦТ.

### 202
Наиболее часто встречавшаяся модель УПИМЦТ. По электрическим параметрам аналогична модели 201, но имеет несколько меньший вес.

### 205
Этот телевизор выпускали в двух вариантах: Ц1-205 с блоком цветных телевизионных игр (БЦТИ) и Ц-205 — без такового. Видеоусилители выполнены на интегральных микросхемах. Редкая модель.

### 206
Имеет встроенный автомат, выключающий телевизор при отсутствии сигнала. Крайне редкая модель.

### 208
Очень часто встречавшаяся модель, модернизация серии 202. В ней был устранён ряд проблем, присущих предыдущим моделям, но в силу самой схемотехники УПИМЦТ полностью избавиться от них не удалось.

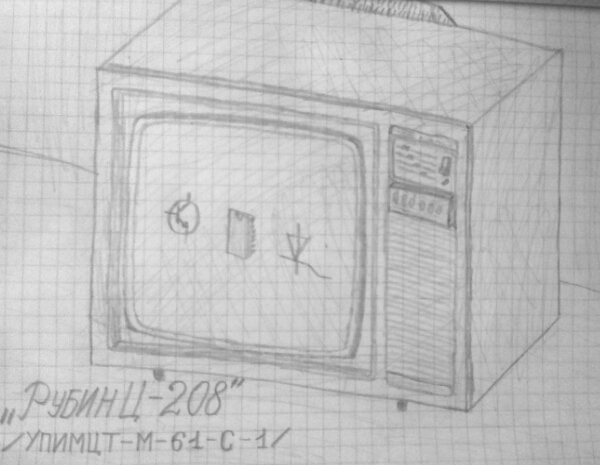

### 210/211
С импульсным блоком питания и транзисторной строчной развёрткой. Модель 211 дополнительно имела автомат отключения. Чрезвычайно редкие модели, особенно 211, которая не пошла в серию.

### 230
Хотя телевизоры модели 230 и рекламировались в различных печатных изданиях как новые и перспективные товары, их выпуск был незначительным (телевизоров «Рубин Ц-230» было выпущено всего чуть более 7000 штук). Другими заводами они вообще не были запущены в серийное производство по причине освоения более совершенных 2УСЦТ и 3УСЦТ.

## УПТИ
Унифицированный Полупроводниковый (либо Переносный) Телевизор с применением Интегральных микросхем.
В данную серию входят переносные чёрно-белые телевизионные приёмники четвёртого класса с универсальным питанием с 16-, 23- и 31-сантиметровыми кинескопами.

### 402
УПТИ-31-IV-1

### 405
УПТИ-16-IV-5, УПТИ-31-IV-5

### 406

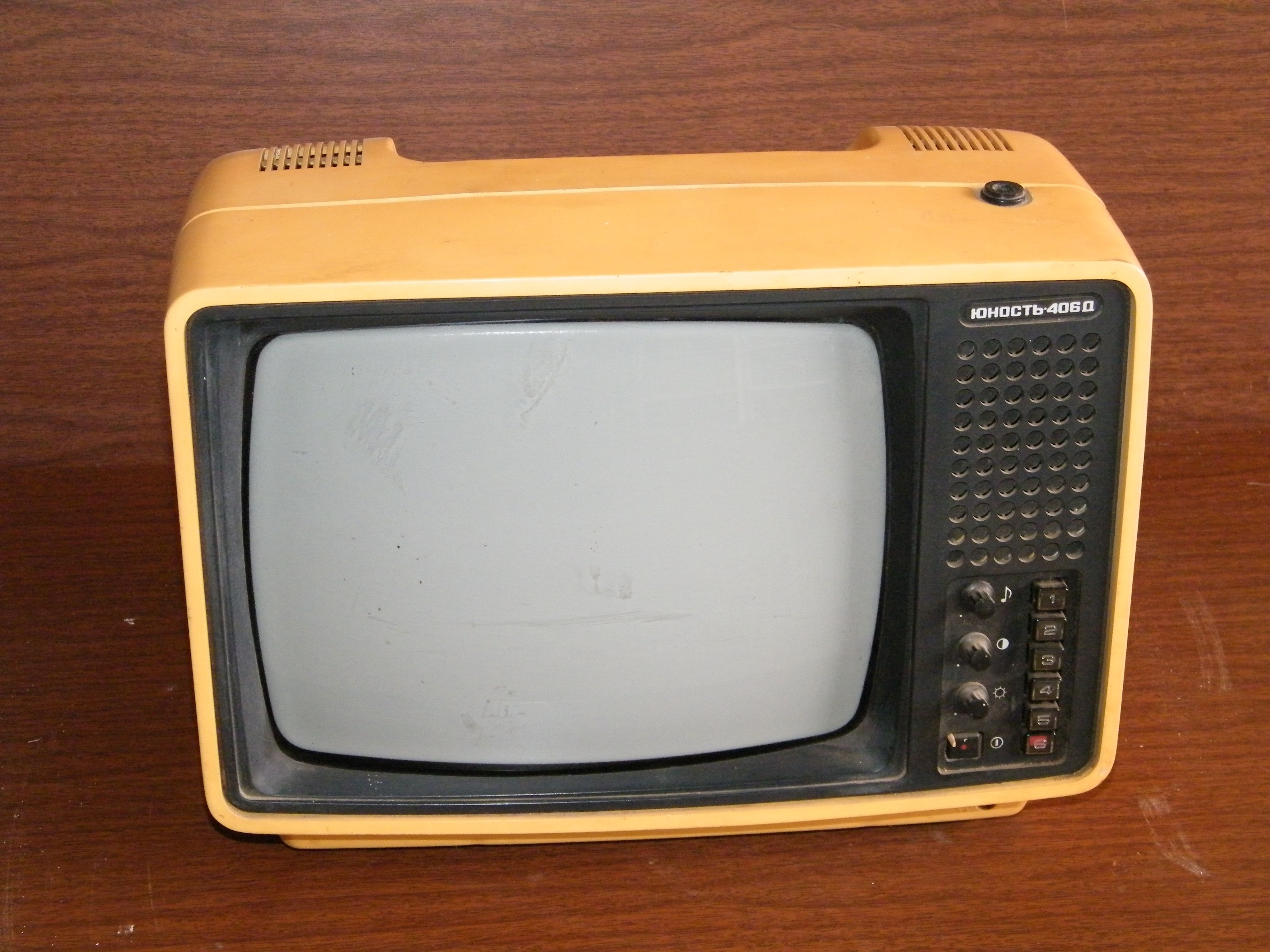
Юность-406Д

УПТИ-31-IV-6

### 31ТБ-303
УПТИ-31-IV-12

### 412
УПТИ-23-IV-3

## 4УПТ
Унифицированный Переносный Телевизор 4 поколения
Чёрно-белые телевизоры со слабосигнальным трактом, выполненным на аналоговых микросхемах повышенной степени интеграции.

### 16ТБ-403
4УПТ16-1
«Сердцем» этого телевизора является микросхема КР1039ХА1А, включающая все слабосигнальные узлы трактов формирования изображения, звука и импульсов развёртки. Дискретные транзисторы использованы в основном в селекторах каналов и мощных узлах. Внешне он схож с УПТИ-16-IV-5, почти полностью выполненным на дискретных транзисторах, за исключением одной микросхемы К174УР1 в УПЧЗ.

## 4УПИЦТ

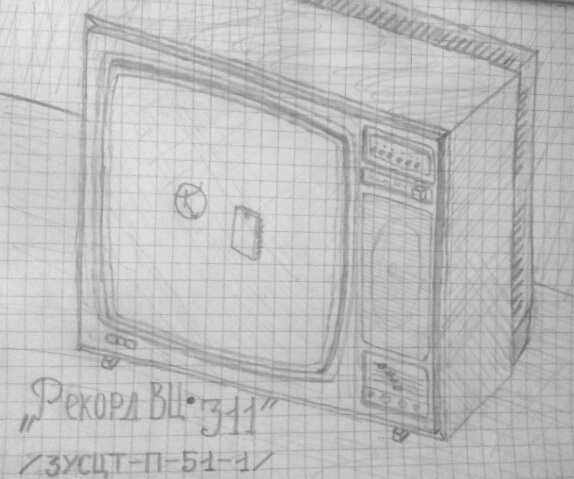

Унифицированный Полупроводниково-Интегральный Цветной Телевизор
Несмотря на цифру 4 в обозначении, эти телевизоры не относятся к четвёртому поколению. 4УПИЦТ (второе обозначение 3УСЦТ-П) — переходная модель между УПИМЦТ и УСЦТ. Радиоканал выполнен на модулях УМ и М, аналогичных применяемым в УПИМЦТ (за исключением селекторов каналов от УСЦТ). Нововведениями являются импульсный блок питания, транзисторная строчная развёртка. Кинескоп 51ЛК2Ц с планарной маской, позднее применённый во многих моделях УСЦТ. Надёжность по сравнению с УПИМЦТ значительно повышена. В отличие от устройств сенсорного выбора программ, применяемых в сериях УПИМЦТ и УСЦТ, в 4УПИЦТ применяется устройство кнопочного выбора программ КВП-2-1, выполненное на механическом переключателе серии П2К с зависимой фиксацией. Хотя телевизор позиционировался как унифицированный, фактически таковым он не стал. Известна только одна модель этой серии — «Рекорд ВЦ-311». Пример телевизора модели 311. Другие заводы осваивать эту серию не стали, сразу перейдя на выпуск 3УСЦТ.

## УСЦТ
Унифицированный Стационарный Цветной Телевизор

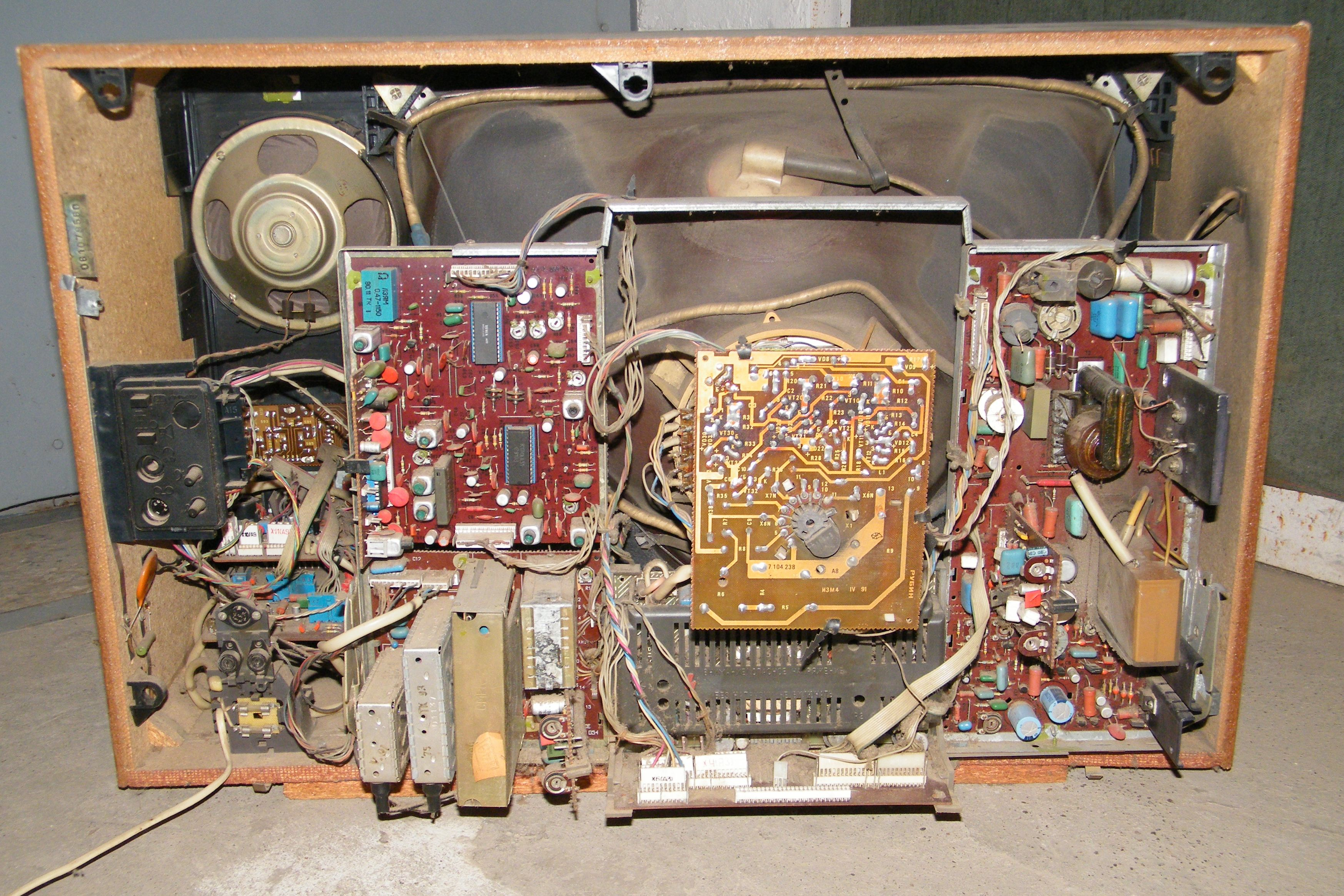
Модульное шасси телевизора «Рубин 61ТЦ-403Д» (4УСЦТ)

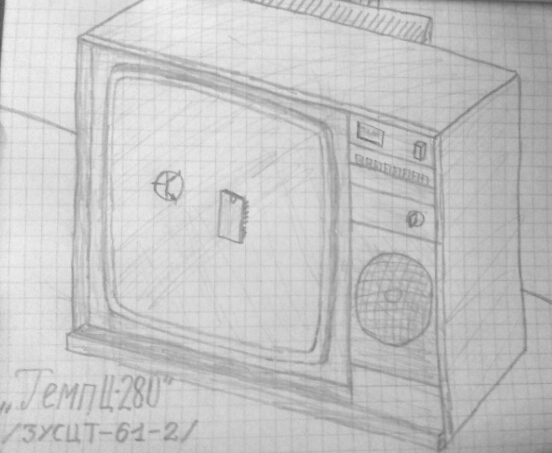

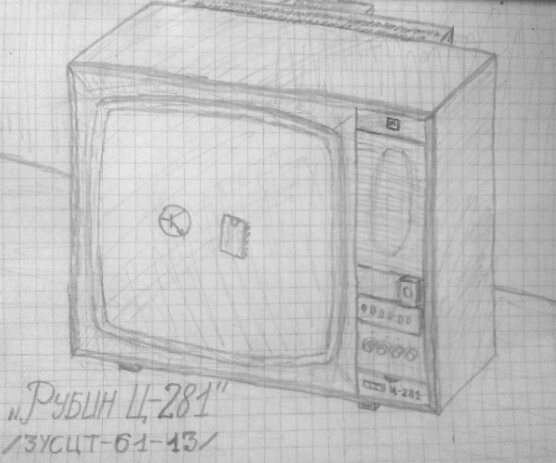

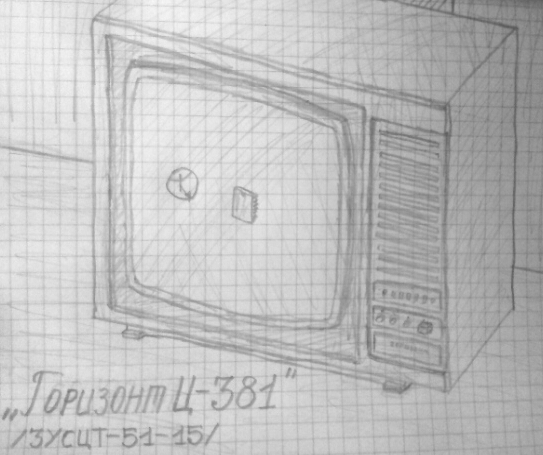

Серия УСЦТ, запущенная в производство в 1982 году, явилась дальнейшем развитием отечественных полностью полупроводниковых цветных телевизоров. Разработана на основе телевизоров Philips. Телевизоры данной серии весьма надёжны, полностью пожаробезопасны, обладают значительно сниженной потребляемой мощностью (75—80 Вт для моделей с кинескопами 51 см с планарной маской, 120 Вт — для моделей с кинескопами 61 см с «треугольной» маской). Значительное число экземпляров телевизоров УСЦТ сохранилось в рабочем состоянии до второй половины 2010-х.
Одним из достоинств данной архитектуры, помимо надёжной работы, является действительно большое количество конструктивно взаимозаменяемых блоков, сравнимое разве что с архитектурой IBM PC. Например, можно было легко заменить устаревший модуль цветности МЦ-3 на современный МЦ-45 с декодером PAL, SECAM, NTSC и подключением внешнего источника сигнала RGB. Модули для данной архитектуры производятся в ограниченном количестве и по сей день.
Принципиальным отличием УСЦТ от всех ранее выпускаемых советских цветных телевизоров стала концепция сокращения числа межблочных обратных связей (2УСЦТ и ранние 3УСЦТ), а затем их полного исключения (4УСЦТ, 5УСЦТ). Например, в УЛПЦТ для работы АРУ были необходимы импульсы обратного хода строчной развёртки, а для блока цветности — множество сигналов, вырабатываемых блоком развёрток. Это приводило к тому, что при незначительных неисправностях в той же строчной развёртке, не оказывающих влияния на геометрию растра и анодное напряжение, но вызывающих нарушение формы и длительности служебных импульсов, могла нарушиться работа АРУ, системы привязки сигналов яркости к уровню чёрного и цветовой синхронизации. При нарушении работы АРУ нарушалась работа и селектора синхроимульсов, что ещё сильнее нарушало работу строчной развёртки и приводило к практически полной неработоспособности телевизора. Диагностировать такие неисправности было чрезвычайно сложно. В УСЦТ служебные синхронизации сигналы для АРУ и модуля цветности вырабатывались уже в модуле радиоканала независимо от строчной и кадровой развёрток. Если ранние модели модулей цветности МЦ-1, МЦ-2, МЦ-3 ещё нуждались в строчных (для привязки к уровню чёрного) и кадровых (для гашения обратного хода лучей) импульсах обратного хода, хотя были уже не критичны к их форме и напряжению, то начиная с модуля цветности МЦ-31 микросхемы яркостного канала сами распознавали импульсы гашения в полном телевизионном цветовом сигнале и не нуждались в информации от модуля развёрток. Таким образом, взаимосвязь модулей резко сократилась, а поиск неисправностей и регулировка телевизоров значительно упростились.
Все оперативные регулировки (громкость, яркость, контрастность, насыщенность, цветовой тон) и выбор программ в УСЦТ осуществляются путём изменения постоянных напряжений на управляющих входах соответствующих модулей и не требуют прохождения целевых сигналов через регуляторы. Это с одной стороны, позволило впоследствии легко внедрить системы дистанционного управления, а с другой — сократило количество помех, связанных с прохождением сигналов к регуляторам через длинные провода. В телевизорах 6УСЦТ применяется цифровое управление по шине I2C.
Все телевизоры серии УСЦТ используют импульсные источники питания, модули на транзисторах, интегральных микросхемах и (в части моделей) больших гибридных интегральных микросборках (БГИМС). Нововведением стало также применение фильтров ПЧ на поверхностных акустических волнах (ПАВ). Если в предыдущих поколениях телевизоров на катоды кинескопа подавался сигнал яркости, на модуляторы — цветоразностные сигналы, а функция их вычитания (матрицирования) была возложена на кинескоп, то в УСЦТ на катоды стали подаваться предварительно матрицированные сигналы основных цветов. Такой подход позволил практически полностью исключить влияние модуляционной характеристики кинескопа (подробнее в статье гамма-коррекция) на точность цветопередачи.
Микросборка УПЧЗ-2, содержащая полный УПЧЗ, включая фильтр ПЧ, применяется даже в тех телевизорах серии, где не применяются никакие другие микросборки. Её габаритные размеры значительно меньше, чем у аналогичного по назначению модуля УМ1-2, применяющегося в телевизорах УПИМЦТ и 4УПИЦТ. Не применяется микросборка УПЧЗ-2 лишь в моделях серии, рассчитанных на работу в двух стандартах второй ПЧ звука (5,5 и 6,5 МГц).
В телевизорах применяются кинескопы 61ЛК4Ц с «треугольной» маской, и 51ЛК2Ц, 61ЛК5Ц, а также впервые массово и зарубежные размера 51 см — с планарной маской. В этой серии впервые массово выпускались аппараты с импортными кинескопами Toshiba, Hitachi, особенно после 1985 года. Впервые стало возможно относительно свободно купить советский телевизор с импортным кинескопом. 
Во время выпуска телевизоров УСЦТ была произведена вторая смена системы нумерации моделей. Теперь обозначение модели стало состоять из следующих элементов: две цифры — диагональ экрана в сантиметрах, затем буквы ТБ (Телевизор чёрно-Белый) или ТЦ (Телевизор Цветной), затем номер модели. Сами модели тоже стали нумероваться по-новому. Для чёрно-белых телевизоров первая цифра номера по-прежнему обозначала класс, а для цветных стала обозначать номер поколения (третье, четвёртое, пятое, шестое). Поскольку эта система была принята после начала выпуска серии УСЦТ, первые модели этой серии обозначали по старой системе, аналогичной той, что применяли для телевизоров УПИМЦТ. После же принятия новой системы её стали применять ко всем вновь разрабатываемым в СССР телевизорам, не только серии УСЦТ. Как и при первой смене системы нумерации, она не затронула модели, разработанные ранее, но продолжавшие выпускаться.
Наиболее распространённой в серии УСЦТ является «классическая» модель 3УСЦТ-51 (она же 381). Перечень её модулей:
- Модуль питания — импульсный, модели МП-3-3;
- Модуль радиоканала — МРК-3, состоящий из селектора каналов МВ СК-М-24, селектора каналов ДМВ СК-Д-24, субмодуля радиоканала СМРК-2, устройства синхронизации развёрток УСР;
- Модуль цветности МЦ-3 с субмодулем СМЦ-2;
- Блок управления, состоящий из неунифицированной платы УМЗЧ на микросхеме К174УН7 (на этой плате также размещены регуляторы громкости, яркости, контраста, насыщенности) и устройства сенсорного выбора программ СВП-4-5 (с индикацией неоновыми лампами) либо СВП-4-10 (с индикацией светодиодами). В состав данного блока входят также выключатели питания, АПЧГ и громкоговорителя, разъёмы для подключения головных телефонов и магнитофона;
- Модуль кадровой развёртки МК-1 и модуль строчной развёртки МС-3 с субмодулем коррекции растра СКР-2;
- Кинескоп — 51ЛК2Ц либо зарубежный;
- Вспомогательные узлы (плата фильтра питания, устройство размагничивания кинескопа, плата кинескопа).

Телевизоры УСЦТ делились на поколения: 2УСЦТ, 3УСЦТ, 4УСЦТ, 5УСЦТ и 6УСЦТ. Поколение определялось по сочетанию типа кинескопа и основных модулей. Это деление весьма условно, поскольку, например, кинескоп 61ЛК4Ц применялся и в 3УСЦТ, а модуль цветности МЦ-3 — в 2УСЦТ.
- 2УСЦТ — Телевизоры на элементной базе, применяемой в УПИМЦТ, но в новом конструктивном исполнении: модули цветности МЦ-1-1 и МЦ-2 на микросхемах низкой степени интеграции, кинескоп 61ЛК4Ц с треугольной маской. Гашение лучей при обратном ходе осуществляется по цепи модуляторов кинескопа. Ряд заводов (например минский «Горизонт») применяли в 2УСЦТ большие гибридные интегральные микросборки.
- 3УСЦТ — модули цветности МЦ-3 и МЦ-31 системы SECAM, кинескопы 51ЛК2Ц и 61ЛК5Ц со щелевой маской и планарным расположением электронных прожекторов. На части моделей применяется система дистанционного управления на ИК-лучах и модули цветности МЦ-45 (SECAM/PAL). Гашение лучей при обратном ходе осуществляется по цепи катодов кинескопа. Модулятор соединен с общим проводом. Импульсный модуль питания на дискретных элементах. Это наиболее массовая серия в семействе УСЦТ. С её освоением большинством заводов был прекращен выпуск устаревших лампово-полупроводниковых телевизоров УЛПЦТ. Официально серия снята с производства 31 декабря 1989 года, но фактически её выпуск был продолжен уже под обозначением 4УСЦТ (недорогие модели с односистемным модулем цветности МЦ-31 без дистанционного управления и низкочастотных входов).
- 4УСЦТ — модули цветности МЦ-401, МЦ-403, МЦ-41, МЦ-45, на большей части моделей имеются низкочастотные входы и выходы для подключения видеомагнитофона и система дистанционного управления на ИК-лучах. Ряд моделей начинает оснащаться модулем синтезатора напряжений МСН-405, полностью заменяющего блок управления и устройство выбора программ (управляет настойкой селектора каналов, яркостью, контрастность, насыщенность, громкостью) с дистанционным управлением. Индикация настроек — на семисегментном индикаторе. Импульсный модуль питания МП-401 выполнен на микросхеме ШИМ-контроллера. Питание МСН-405 (дежурный режим) выполняется от отдельного маломощного трансформаторного блока питания. Включение основного источника питания — электромагнитным реле, коммутирующим сетевую цепь. Однако недорогие модели по комплектации в целом повторяли 3УСЦТ (например 51-ТЦ402, 61-ТЦ416) .

Все модули аналогичного назначения телевизоров 2УСЦТ, 3УСЦТ и 4УСЦТ полностью взаимозаменяемы по размерам, разъемам и электрическим параметрам, что позволяло владельцам телевизоров старых моделей делать их «апгрейд». Единственное, что могло потребоваться, так это несложная доработка модуля строчной развёртки под особенности конкретного кинескопа и регулировка динамического баланса белого. Выпуск серии пришелся на период перестройки и распада СССР, что отрицательно сказалось на качестве телевизоров.
- 5УСЦТ — благодаря применению микросхем большой степени интеграции число модулей сокращено. Если в 2-4УСЦТ применяется 11 модулей (с кинескопом 61ЛК4Ц — 13 модулей), то в 5УСЦТ — только 6. В частности модули радиоканала и цветности объединены в единый модуль обработки сигналов. Узлы развёрток также объединены в единый модуль. Канал цветности — мультисистемный. Поддерживается возможность установки стереодекодера. Для повышения четкости цветного изображения используется управляемая линия задержки сигнала яркости и обострение фронтов сигналов цветности. Управление телевизором осуществляется модулем синтезатора напряжений МСН-501 или МСН-503 с отображением настроек на экране и возможностью подключения модуля телетекста. Модуль питания МП-420 или МП-501 обеспечивающие дежурный режим импульсным преобразователем. Включение вторичных напряжений — электронное. Все телевизоры имеют низкочастотные входы и выходы через разъемы SCART и RCA («тюльпаны»). В поздних моделях применен всеволновый селектор каналов с антенным соединителем европейского типа. Несмотря на иной конструктив, большинство модулей от 5УСЦТ электрически совместимы даже с 3УСЦТ, а модуль синтезатора напряжений мог управлять даже селектором каналов и блоком цветности телевизоров УЛПЦТ начиная с модели 723 (невозможна была только регулировка громкости, однако, применив УНЧ от 5УСЦТ можно было решить и эту проблему) что позволяло при несложной доработке сделать дистанционное управление с экранным меню и телетекстом даже в лампово-полупроводноковом телевизоре. Так как серия 5УСЦТ была запущена в производство уже после распада СССР, когда на рынок хлынул поток зарубежных телевизоров, а экономические связи между бывшими союзными республиками были нарушены, массовой она уже не стала. Серию освоили только четыре завода: Львовский («Электрон»), Витебский («Витязь»), Минский («Горизонт») и Кишиневский («Альфа»). В России телевизоры 5УСЦТ не выпускались совсем.
- 6УСЦТ — телевизор собран на одной плате, установленной в нижней части корпуса и шасси не имеет. Это уже не модульная конструкция. Изначально ориентированы на применение зарубежных микросхем. Были разработаны уже после распада СССР. Выпускались только четырьмя заводами: В России — Рязанским («Сапфир») и Воронежским («Рубин»), на Украине — Львовским («Электрон» и «Лорта») и в Белоруссии — Витебским («Витязь»). Телевизоры «Рекорд», «Сокол» и «Спектр», имеющие обозначение, похожее на 6УСЦТ к серии не относятся и являются или оригинальными разработками заводов или клонами зарубежных моделей.
- 7УСЦТ — официально такой серии не существует, но ряд заводов, например Львовский («Электрон») или в Комсомольске-на-Амуре («Авест») присваивали своим поздним разработкам такое обозначение. При этом ни о какой унификации «Электронов» и «Авестов» речи быть не могло, так как это совершенно разные телевизоры, построенные на различной элементной базе: создатели «Электрона» ориентировались на микросхемы и кинескопы Phillips/Thomson тогда как разработчики «Авеста» на Hitachi и Sanyo.

## УСТ
Унифицированный Стационарный Телевизор
В конце 1970-х годов, когда в СССР уже выпускались в полностью полупроводниковом исполнении стационарные цветные, а также переносные чёрно-белые и цветные телевизоры, стало ясно, что единственной категорией телевизоров, ещё не переведённой на полностью полупроводниковую схемотехнику (не считая неоправданно дорогих УПТ моделей 215 и 216), были стационарные чёрно-белые телевизоры. Так появилась серия УСТ. Для телевизоров этой серии было решено не разрабатывать заново модули, отвечающие за обработку сигналов, а применить уже имеющиеся наработки от цветных телевизоров. Блоки питания и развёрток были разработаны заново с учётом применения чёрно-белых кинескопов.

### 225
В этой модели используется кинескоп 61ЛК3Б. Трансформаторный блок питания имеет мощность около 90 Вт. Селекторы каналов СК-М-15 и СК-Д-22, как в телевизоре УЛПЦТ модели 726, для обработки сигналов применены модули серии УМ и М от УПИМЦТ за исключением ставших ненужными модулей, относящихся к каналу цветности.

### 230

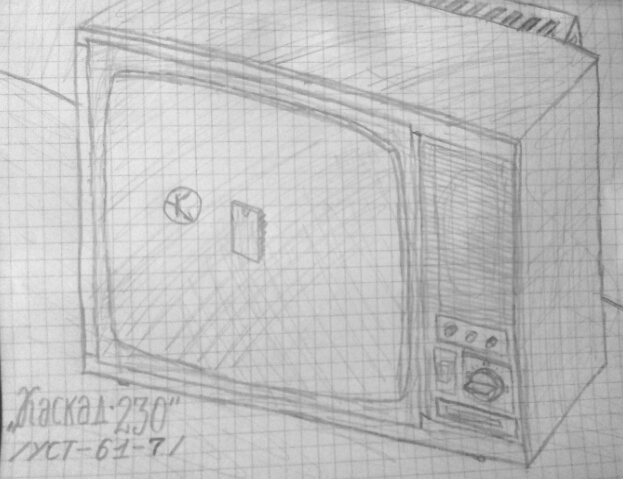

Отличается от модели 225 незначительными изменениями в схеме и художественно-конструкторском решении. В отличие от прототипа — УПИМЦТ, телевизоры моделей 225 и 230 имеют не тиристорную, а транзисторную строчную развёртку, что, в сочетании с облегчёнными режимами всех элементов, определяет поразительную надёжность их электронной части, однако, кинескопы в большинстве сохранившихся экземпляров отличаются значительной потерей эмиссии.

### 234
В данной модели вместо трансформаторного используется импульсный блок питания мощностью 40 Вт. Блоки радиоканала и развёрток объединены в общий «блок приёмника и развёрток». В телевизоре применены модули от серии УСЦТ: устройство сенсорного выбора программ СВП-4-10, селекторы каналов СК-М-24 и СК-Д-24, субмодуль радиоканала СМРК-2. Строчная развёртка также транзисторная. Интересен выходной каскад кадровой развёртки, выполненный на такой же микросхеме К174УН7, как и УМЗЧ.

### 265/266
Телевизор второго класса, в отличие от всех остальных телевизоров советского производства имеет импортный кинескоп (чехословацкий "Tesla" или финский "Valko") диагональю 67 сантиметров, самосведением и углом отклонения лучей 110°, являясь единственным советским цветным телевизором с кинескопом подобной диагонали. Единственная более-менее массовая модель - Рубин Ц-266Д, выпускавшаяся с 1984 года, другие аппараты либо не пошли в серию, либо были выпущены ограниченными партиями. Являлся очень дорогой моделью (стоимость - 1000-1300 рублей).

### 350
Телевизор третьего класса, имеющий, в отличие от моделей 225, 230 и 234, кинескоп с диагональю 50, а не 61 см. Этот телевизор имеет самое необычное сочетание модулей: современный импульсный блок питания мощностью 40 Вт, но устаревшие селекторы каналов СК-М-15 и СК-Д-22. Других данных о модели нет. Выпуск данной модели связан, вероятно, с прекращением в 1989 году производства телевизоров УЛПЦТ(И), после чего на складах осталось значительное количество незадействованных селекторов.

### 351
Вариант модели 350, отличающийся использованием кинескопа меньшего размера — 40ЛК12Б.

### 50ТБ-313
Телевизоры, практически идентичные модели 234, однако, использующие кинескоп 50ЛК2Б и устройство выбора программ УСУ-1-15. Наиболее уязвимый узел — кадровая развёртка. Все остальные узлы отличаются высокой надёжностью, кинескоп долго не теряет эмиссию. Известны экземпляры телевизора, изготовленные в 1992 году.

## УПТ
Унифицированный полупроводниковый телевизор
Разработка и производство этих полностью полупроводниковых (включая строчную развёртку) унифицированных чёрно-белых телевизионных приёмников начаты до внедрения аппаратов серии УСТ. В отличие от последних, в большинстве телевизоров УПТ отсутствуют интегральные микросхемы.

### 215
Полностью полупроводниковый унифицированный чёрно-белый телевизор без применения интегральных микросхем. Использует кинескоп марки 61ЛК1Б. Разработан в 1971 году, поэтому модули от унифицированных цветных телевизоров применения в нём не нашли (их унификация только начиналась, а переход на полностью полупроводниковое исполнение лишь планировался). Известна модель «Электрон-215». Потребляемая мощность — 80 Вт, цена достаточно высока для чёрно-белого телевизора — 400 рублей. Также номер 215 присвоен одной из моделей телевизора «Берёзка», но он полностью полупроводниковым не является (это обычный УЛПТ).

## Неунифицированные и частично унифицированные телевизоры в эпоху унификации
Ряд заводов, имевших собственное КБ, параллельно разрабатывал и запускал в производство новые модели, которые были или полностью не унифицированными (например, телевизор «Вечер») или унифицированными частично. Последнее относилось к телевизорам первого класса, например «Рубин-111», «Горизонт-115». Их схемы в целом основывались на унифицированных моделях второго класса, но содержали ряд решений, улучшающих эксплуатационные параметры. В частности, в «Рубине-111» был применен электропривод переключателя каналов; блок радиоканала содержал отдельный детектор поднесущей частоты звука (как в цветных телевизорах), что повышало качество звукового сопровождения. Строчная развёртка этого телевизора также была выполнена по схеме, применяемой в цветных телевизорах, и имела стабилизацию динамического режима, что обеспечивало стабильность геометрии растра и анодного напряжения. В блоке питания были применены стабилизаторы низких напряжений. В «Горизонте-115» (хотя он формально и относился к серии УЛПИ, но фактически был не унифицированным) впервые в СССР был применён беспроводной пульт дистанционного управления (аналоговый ультразвуковой), а также выносная акустическая система, которая использовалась и в других моделях «Горизонт».

## Унификация и модульность в современных телевизорах
Развитие микроэлектроники уже в конце 1980-х годов позволило интегрировать практически все узлы чёрно-белого телевизора (за исключением селектора каналов, выходных каскадов развёрток и блока питания) в одной микросхеме. Цветной телевизор тоже стало возможным строить на одной печатной плате. В этих условиях необходимость в модульной конструкции отпала. Модульная конструкция сохранилась лишь в ранних кинескопных телевизорах с цифровой обработкой сигналов (например, Panasonic DDD). После 1990-х годов в ЭЛТ-телевизорах как отечественного, так и зарубежного производства, несмотря на обилие различных схем, всё же применялась унификация трёх узлов: селектора каналов, ТДКС и кинескопа, цоколёвки которых стандартизированы и, в основном, одинаковы в телевизорах разных производителей. «Атавизмом» блочно-модульной конструкции в них является также отдельная от основной платы плата кинескопа. Иногда в виде отдельных модулей выполняют также блок питания и декодер телетекста. Кроме того, все телевизоры начиная с середины 1980 годов строятся на основе типовых наборов микросхем, что тоже является элементом унификации. Унифицированными по электрическим параметрам являются и поздние модели кинескопов разных производителей. Помимо прочего, у телевизоров разных производителей часто совпадает система команд дистанционного управления, что позволяет использовать универсальные пульты ДУ.
Широкое внедрение ЖК-телевизоров и мониторов привело к возрождению унификации в них модуля питания. Как правило, независимо от производителя телевизора или монитора, он состоит из двух узлов, выполненных на общей плате: собственно БП и двух преобразователей напряжения для питания ламп подсветки (это роднит его с «кассетой развёрток и питания» отечественных унифицированных телевизоров пятого поколения). С развитием «смарт-телевизоров» уровень унификации вновь стал расти, но теперь унифицируется уже программное обеспечение.